# Exeter (Rhode Island)
Exeter é uma vila localizada no estado americano de Rhode Island, no condado de Washington. Foi incorporada em 1641.

## Geografia
De acordo com o United States Census Bureau, a vila tem uma área de 151,2 km², onde 148,8 km² estão cobertos por terra e 2,4 km² por água.

## Demografia
Segundo o censo nacional de 2010, a sua população é de 6 425 habitantes e sua densidade populacional é de 43,17 hab/km². Possui 2 511 residências, que resulta em uma densidade de 16,87 residências/km².